# 1360 Tarka
1360 Tarka eller 1935 OD är en asteroid i huvudbältet som upptäcktes 22 juli 1935 av den sydafrikanske astronomen Cyril V. Jackson i Johannesburg. Det har fått sitt namn efter en ledare i Sydafrika.
Asteroiden har en diameter på ungefär 33 kilometer.